# Curt von Pavel
Hans Karl Georg Curt Pavel, seit 1913 von Pavel, (* 19. Mai 1851 in Tscheschen, Kreis Wohlau; † 17. Januar 1933 in Berlin) war ein preußischer General der Infanterie sowie 1901 bis 1903 Kommandeur der Schutztruppe für Kamerun.

## Leben

### Herkunft
Curt war ein Sohn von Johann Rudolph Pavel (1822–1876), Herr auf Tscheschen (1840–1851), Mangschütz und Neusorge (ab 1851) und dessen Ehefrau Anna Henriette Mathilde, geborene von Schweinichen (1827–1905). Sein Bruder Max von Pavel (1849–1938) wurde preußischer Generalleutnant.

### Militärische Laufbahn
Pavel trat am 7. April 1868 nach dem Besuch der Kadettenanstalt als charakterisierter Portepeefähnrich in das Infanterie-Regiment Nr. 38 der Preußischen Armee ein. Dort wurde er am 15. Januar 1870 zum Sekondeleutnant befördert und nahm 1870/71 am Krieg gegen Frankreich teil. 1878 wurde er Premierleutnant, 1885 Hauptmann und Kompaniechef sowie 1894 Major. 1895 übernahm er als Kommandeur das IV. Bataillon im Infanterie-Regiment „Vogel von Falckenstein“ (7. Westfälisches) Nr. 56. 1900 wurde er als Oberstleutnant zum Stab des Infanterie-Regiments „Kaiser Wilhelm“ (2. Großherzoglich Hessisches) Nr. 116 in Gießen versetzt.

#### Kamerun

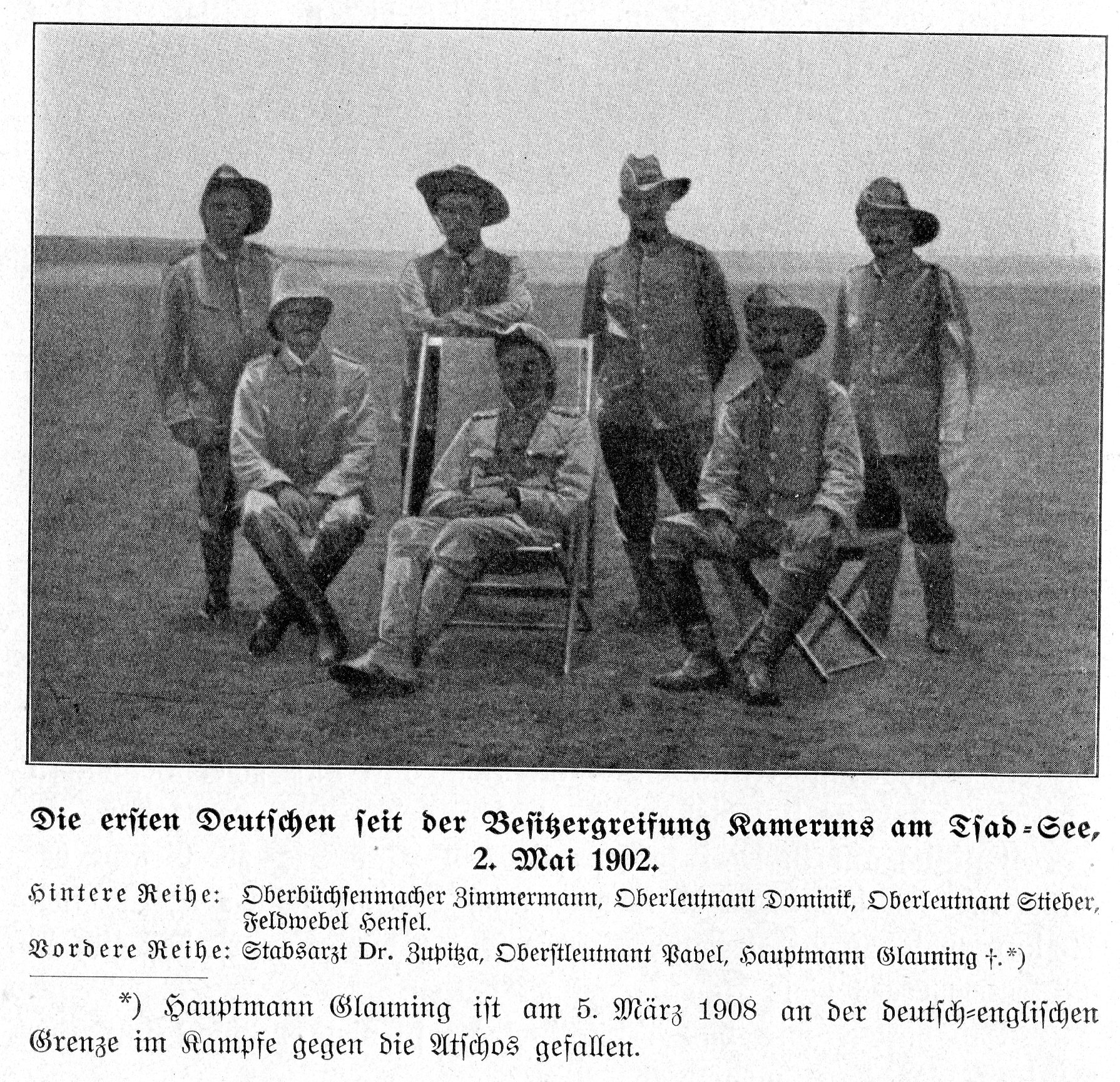
Pavel als Leiter der Expedition des Schutztruppenkommandos von Kamerun am Tschadsee, 1902 (vordere Reihe, Zweiter von links).

Pavel wurde im Mai 1901 zum Kommandeur der Schutztruppe in Kamerun ernannt. Im November 1901 leitete er die Operationen gegen Ngwe, Bafut und Mankon (II. Ngwe-Expedition), an die er ohne Auftrag des Gouverneurs eine Expedition nach Banjo und zum Tschadsee anschloss. Im Rahmen dieser Maßnahme stellte er die Sultanate Mandara, Bornu, die Kotoko-Staaten und die Schua-Araber unter deutschen „Schutz“ und löste mit seiner Expeditionstruppe die provisorische französische Besatzung des Tschadseegebiets ab. Da er damit entgegen der ausdrücklichen Anweisung von Gouverneur Jesko von Puttkamer handelte, wurde er beurlaubt und aus Kamerun abberufen.
Pavels Differenzen mit dem Gouverneur bildeten einen Höhepunkt des während der deutschen Kolonialzeit in Kamerun ständig schwelenden Konflikts zwischen Zivilverwaltung und Militär. Letztlich war die – von Puttkamer scharf kritisierte, von der militärischen und kolonialwirtschaftlichen Lobby im Reich aber vehement geforderte – Okkupation des äußersten Nordens der Kolonie im Wesentlichen Pavels Werk, wenn sie auch dank der im Vorfeld erfolgten Zerschlagung des Reiches Adamaua durch die Briten und den französischen Sieg über den Usurpator Rabih b. Fadlallah nur wenig Widerstand in der Bevölkerung fand und weitgehend ohne gewaltsame Auseinandersetzungen erfolgte. Pavel konnte trotz seiner offenen Widersetzlichkeit und dank der Rückendeckung durch die Kolonialabteilung seine Karriere fortsetzen.

#### Rückkehr und Erster Weltkrieg
Nach seiner Rückkehr in die Preußische Armee 1903 wurde er zum Kommandeur des 7. Badischen Infanterie-Regiments Nr. 142 ernannt. 1907 folgte die Beförderung zum Generalmajor und die Ernennung zum Kommandeur der 60. Infanterie-Brigade. In dieser Eigenschaft erhielt Pavel im Januar 1910 anlässlich des Ordensfestes den Stern zum Kronenorden II. Klasse. Am 22. März 1910 avancierte er zum Generalleutnant, fungierte kurzzeitig bis 24. April als Kommandeur der 31. Division und übernahm im Anschluss die 39. Division in Colmar im Elsass. Unter Verleihung des Sterns zum Roten Adlerorden II. Klasse mit Eichenlaub und Schwertern am Ringe wurde Pavel in Genehmigung seines Abschiedgesuches am 9. März 1912 mit der gesetzlichen Pension zur Disposition gestellt.
Gemeinsam mit seinem Bruder Max wurde Pavel am 16. Juni 1913 in den erblichen preußischen Adelsstand erhoben.
Zu Beginn des Ersten Weltkriegs wurde Pavel als z.D.-Offizier wiederverwendet und fungierte als Kommandeur der 28. Reserve-Division an der Westfront. Hier kam der Großverband zuerst in den Vogesen, dann in Französisch-Lothringen zum Einsatz und verlegte Mitte September 1914 in den Raum westlich St. Quentin an die Somme, wo sie die nächsten Jahre im verlustreichen Stellungskämpfen verblieb. Pavel erhielt am 27. Januar 1915 den Charakter als General der Infanterie und hatte sein Kommando im Raum westlich von Bapaume noch bis zum 3. Januar 1916 inne.

### Familie
Pavel war seit dem 16. Oktober 1892 mit Magdalene von Olearius (1859–1941), einer Tochter des Landrats Cäsar Olearius, verheiratet. Das Paar hatte mehrere Kinder:
- Ilse (* 1885)

⚭ 1912 Ludwig Holzach († 1917), Kaufmann, gefallen in der Schlacht an der Aisne (1917)
⚭ 1923 Otto Wirth, Studienrat
- Harry (1886–1914), preußischer Oberleutnant, gefallen am Donon
- Manfred (* 1892), Kaufmann
- Rudolf (1893–1915), preußischer Leutnant, gefallen bei Carency

## Neubewertung seiner Aneignung von Kulturgut
Im Juni 2022 gab die Stiftung Preußischer Kulturbesitz bekannt, dass eine Skulptur aus dem Ethnologischen Museum Berlin aus dem historischen Königreich Nso’ im Nordwesten Kameruns zurückgegeben werden soll. Diese war 1903 im Zuge einer Schenkung durch Pavel in die Sammlung des Museums gelangt. Auch wenn Pavel die als „Muttergottheit“ bezeichnete Skulptur nicht durch Plünderung in seinen Besitz gebracht hatte, gilt ihre Aneignung im Kontext der Diskussionen über Rückgaben von Kulturgut kolonialer Herkunft dennoch für die Stiftung als „Ausdruck ungleicher Machtverhältnisse und struktureller, kolonialer Gewalt, denn er wurde von Soldaten und bewaffneten Trägern begleitet und sollte einschüchternd auf die Nso’ wirken.“